# 嘉露蓮·梅菲
嘉露蓮·梅菲（英語：Carolyn Murphy，1975年8月11日—），來自美國，佛羅里達州的超級名模。她是高級化妝品牌Estée Lauder的代言人。

## 早年生活
嘉露蓮幼時住在佛羅里達州的巴拿马貧民區。她17岁时被一家星探公司发掘，开始了她的模特兒生涯。

## 模特兒生涯
模特兒公司:
- 紐約IMG Agency
- 巴黎IMG Agency
- 米蘭RiccardoGay Agency
- 倫敦Storm Agency

## 個人生活
嘉露蓮與Jake Schroeder於1999年結婚，2000年12月28日產下女兒Dylan Blue。2002年，嘉露蓮與Jake Schroeder離婚。